# Círculo de Goseck

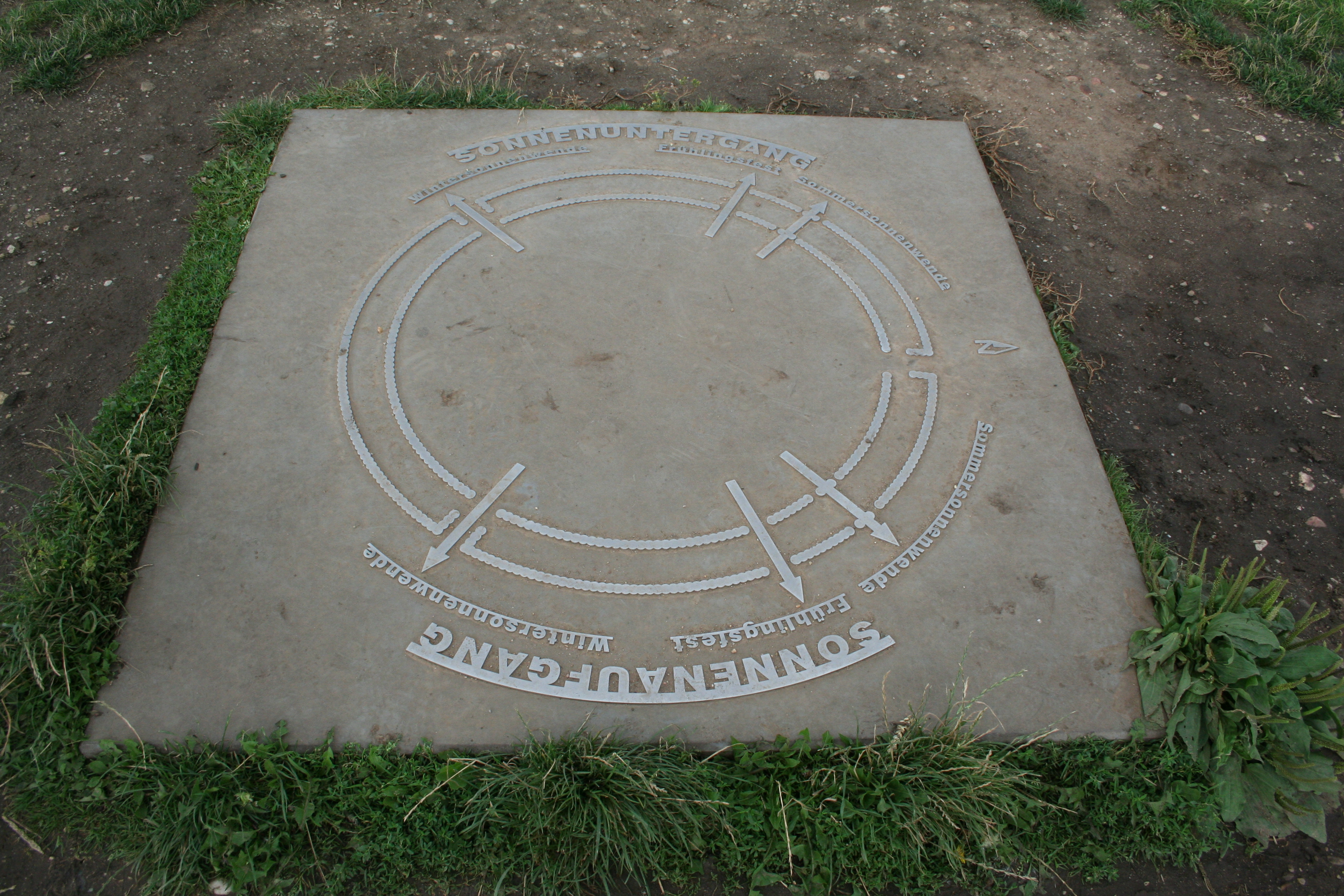
Placa en el centro del sitio que muestra la alineación del eje de la estructura

El círculo de Goseck (en alemán: Sonnenobservatorium Goseck) es una estructura neolítica en Goseck en el distrito de Burgenland en Sajonia-Anhalt, Alemania.
Su construcción fue datada aproximadamente en 4900 a. C. y parece haber estado en uso hasta aproximadamente 4700 a. C.. Por ello pudiera ser el recinto circular más antiguo y mejor conocido asociado con el Neolítico centroeuropeo. Actualmente, el sitio es presentado oficialmente por arqueólogos estatales y la asociación local que lo cuida como una estructura ritual o de culto.
El yacimiento consiste en una zanja de 75 metros de ancho y dos anillos concéntricaos de empalizada de madera (probablemente en su momento reforzadas con espinas) que contienen tres entradas en lugares alineados con el amanecer y el atardecer en los días del solsticio de invierno y entradas más pequeñas alineadas con el solsticio de verano. La existencia de un cuarto círculo exterior, que habría desaparecido con el paso del tiempo, es objeto de fuertes debates. Algunos materiales de publicidad han descrito el sitio como uno de los «observatorios solares» más antiguos del mundo, pero solo el amanecer y el atardecer durante los solsticios de invierno y verano son las únicas alineaciones astronómicas evidentes enfatizadas en los restos de la estructura.
La existencia del sitio se hizo pública en agosto de 2003. Se abrió al público en diciembre de 2005.

## Geografía

### Ubicación
El sitio está ubicado en tierras de cultivo cerca de Goseck, en el distrito de Burgenland de Sajonia-Anhalt, entre  Naumburgo y Weißenfels.  El círculo se asienta sobre un terreno que se eleva gradualmente hacia el sur, no lejos de donde el río Unstrut desemboca en el río Saale, en la frontera de la región conocida como bahía de Leipzig.

## Historia

### Descubrimiento y excavación
El círculo fue descubierto en 1991 por Otto Braasch analizando una fotografía de reconocimiento aéreo que mostraba crestas circulares debajo de un campo de trigo. Las cropmarks o marcas de corte —diferencias observables en la vegetación que crece en un lugar determinado y que permite detectar la presencia de restos arqueológicos subterráneos— eran fáciles de ver en una temporada de sequía. La visibilidad de la estructura también indicaba un avanzado estado de erosión.
Para preservar los restos en peligro, el Landesamt für Denkmalpflege und Archäologie Sachsen-Anhalt  decidió realizar una excavación, contando con la colaboración con el Instituto de Arqueología Prehistórica de la Universidad de Halle-Wittenberg. François Bertemes y Peter Biehl comenzaron una excavación importante del sitio en 2002. Cuando los arqueólogos combinaron la evidencia con las observaciones del GPS, notaron que las dos aberturas del sur marcaban el amanecer y el atardecer de los solsticios de invierno y verano.
La datación por radiocarbono ubica la construcción del sitio cerca del 4900 a. C., mientras que el estilo de los fragmentos de cerámica lo asocia con la cultura de cerámica ornamentada con trazos de ca. 4700 a. C., lo que sugiere que el sitio habría permanecido en uso durante dos o tres siglos.
Los excavadores también encontraron los restos de lo que podrían haber sido fuegos rituales, huesos de animales y de humanos, y un esqueleto sin cabeza cerca de la puerta sureste, que podría interpretarse como evidencia de un entierro ritual específico o de un sacrificio humano.
Bertemes y Biehl continuaron la excavación durante algunas semanas cada año. En 2004, un grupo de la Universidad de California en Berkeley, se unió a la excavación en curso.
Desde el final de la excavación, el sitio ha sido reconstruido. Arqueólogos y funcionarios estatales han reconstruido la empalizada de madera del círculo utilizando 1675 postes de roble con una altura de 2,5 m. Los carpinteros trabajaron con herramientas manuales para que los postes de madera parecieran auténticos. El sitio se abrió al público el 21 de diciembre de 2005, el día del solsticio de invierno.

## Descripción

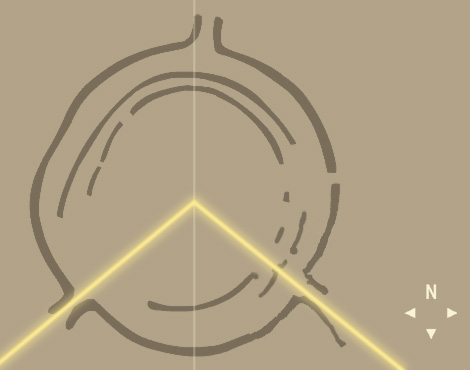
Dibujo del círculo de Goseck: las líneas amarillas representan la dirección en la que sale y se pone el sol en el solsticio de invierno, mientras que la línea vertical muestra la meridiana astronómica.

El sitio está rodeado por un foso circular en forma de V de hasta 1,8 m de profundidad. El suelo se utilizó para crear una muralla en el exterior. El diámetro del foso es de 75 m, medido desde su borde exterior. Una doble empalizada de madera se alzaba dentro del foso. No se encontraron rastros de edificios en el interior. La entrada al sitio se realizaba a través de tres entradas principales simétricas al norte, suroeste y sureste. Además había pequeños huecos en las empalizadas que permitían el acceso. El foso siguió las tres entradas principales hacia el exterior (ver diagrama). Las entradas de la empalizada interior eran más estrechas que las de la exterior, que a su vez eran más estrechas que el hueco del foso.
Las entradas suroeste y sureste miran hacia la puesta del sol y la salida del sol alrededor de la fecha del solsticio de invierno. Dos de las rupturas más pequeñas en la muralla miran hacia la dirección equivalente en el solsticio de verano.
No hay signos de fuego o de otra destrucción. Se desconoce por qué se abandonó el sitio. Posteriormente los vecinos construyeron un foso defensivo siguiendo los fosos del antiguo recinto.

## Alineación e interpretación astronómica
El anillo de Goseck es uno de los mejor conservados y ampliamente investigado de las muchas estructuras similares construidas en la misma época. Se han encontrado aproximadamente 140 de estas estructuras, conocidas como fosas circulares. Aunque todos tienen características únicas, siguen un principio arquitectónico básico. Pocos de ellos han sido excavados.
Durante una ceremonia en la primera apertura de este sitio al público, el arqueólogo estatal Harald Meller lo consideró «un hito en la investigación arqueológica».[cita requerida]
Su construcción data aproximadamente de 4900 a. C. y parece haber estado en uso hasta aproximadamente 4700 a. C.. Esto corresponde a la fase de transición entre las culturas de cerámica de bandas neolítica y cerámica ornamentada con trazo. El sitio es uno de un grupo mayor de fosas circulares en la región del Elba y el Danubio, la mayoría de los cuales muestran alineaciones de solsticios similares.
Ha habido cierto debate sobre si el sitio se usó para monitorear el sol durante todo el año o solo en días notables específicos y, por lo tanto, si sería apropiado considerar al sitio como un «observatorio solar». Se ha sugerido que el nombre inexacto se adoptó principalmente con fines de marketing. El arqueólogo Ralf Schwarz sugiere que las estructuras en el sitio permitieron coordinar un calendario lunar fácil de juzgar con las medidas más exigentes de un calendario solar a través de cálculos de calendario.

## Interpretación
Algunos[¿quién?] han afirmado que el sol y su calendario anual jugaron un papel clave en los rituales realizados en el sitio.

## Hoy día

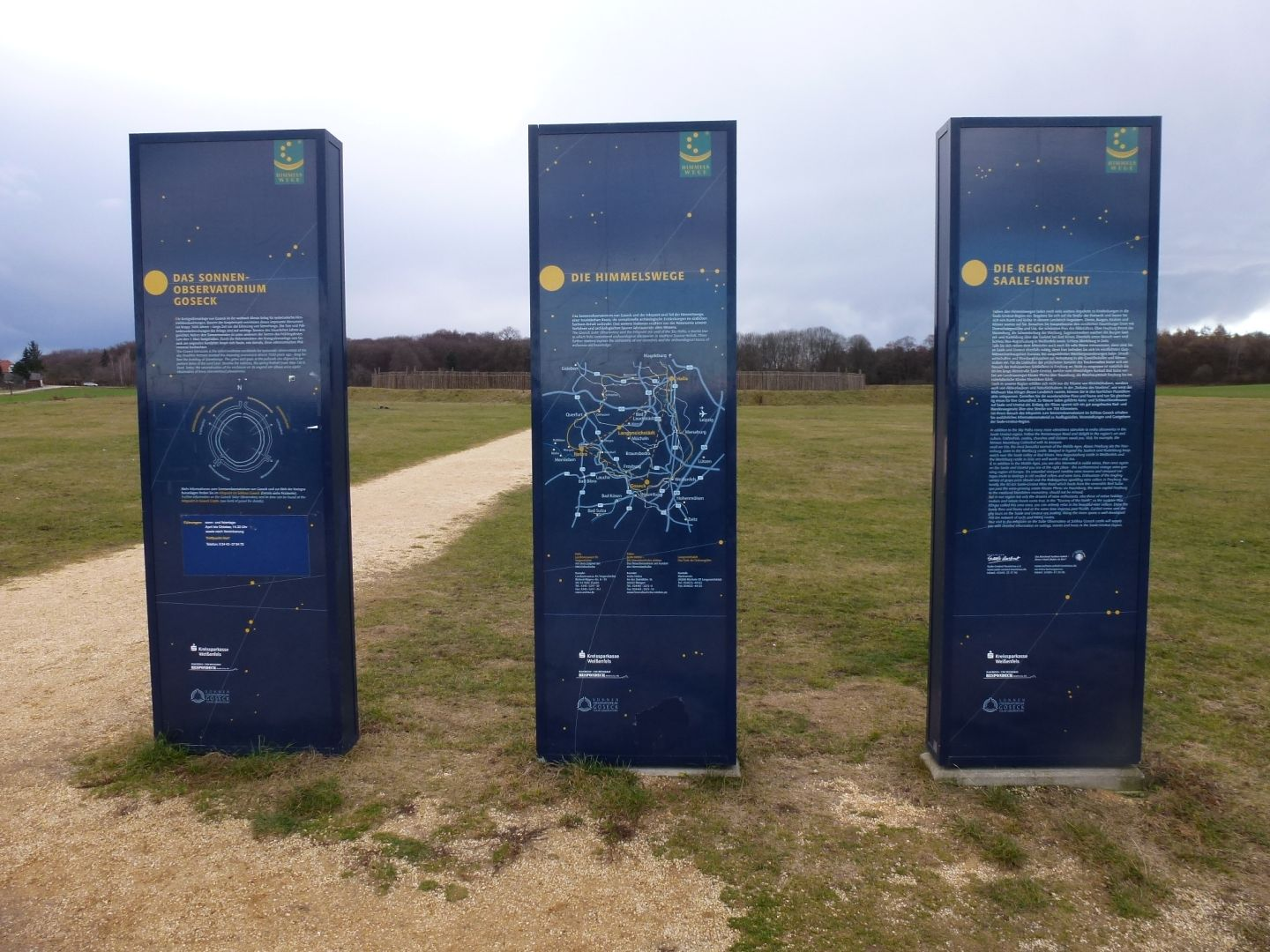
Paneles informativos a la entrada del Sonnenobservatorium Goseck

El sitio reconstruido está abierto al público. Se ha habilitado un punto de información en el cercano castillo de Goseck, con una exposición e información sobre las excavaciones. El sitio es mantenido por  Verein Gosecker Sonnenobservatorium e.V..
Goseck es una parada en la ruta turística, Himmelswege , que une sitios arqueológicos en Sajonia-Anhalt.